# Alopia
Genre
Sous-genres de rang inférieur
- Alopia (Alopia)
- Alopia (Kimakowiczia)

Alopia est un genre de petits gastéropodes terrestres  de la famille des Clausiliidae et dont les espèces se rencontrent en Europe.

## Listes des espèces
Selon GBIF (29 mars 2023) :
- Alopia alpina R.Kimakowicz, 1933
- Alopia balcanica
- Alopia bielzii (L.Pfeiffer, 1849)
- Alopia bogatensis (E.A.Bielz, 1856)
- Alopia canescens (Charpentier, 1852)
- Alopia glauca (E.A.Bielz, 1853)
- Alopia glorifica (Charpentier, 1852)
- Alopia grossuana H.Nordsieck, 1977
- Alopia hirschfelderi H.Nordsieck, 2013
- Alopia lischkeana (Charpentier, 1852)
- Alopia livida (Menke, 1828)
- Alopia maciana Bădărău & Szekeres, 2001
- Alopia mafteiana Grossu, 1967
- Alopia mariae R.Kimakowicz, 1931
- Alopia meschendorferi (E.A.Bielz, 1858)
- Alopia monacha (M.Kimakowicz, 1894)
- Alopia nefasta (M.Kimakowicz, 1894)
- Alopia nixa (M.Kimakowicz, 1894)
- Alopia plumbea (Rossmässler, 1839)
- Alopia pomatias (L.Pfeiffer, 1868)
- Alopia pretiosa Szekeres, 1969
- Alopia regalis (M.Bielz, 1851)
- Alopia subcosticollis (A.Schmidt, 1868)
- Alopia vicina (M.Kimakowicz, 1894)

## Systématique
Le genre Alopia a été initialement créé en 1855 par Henry Adams (1813–1877) et Arthur Adams (1820–1878) comme un sous-genre du genre Clausilia.
Alopia a pour synonymes :
- Alopina Paetel, 1875
- Eualopia Westerlund, 1884
- Transsilvanica Westerlund, 1890

## Publication originale
- (en) Henry Adams et Arthur Adams, The genera of recent Mollusca; arranged according to their organization, vol. 2, Londres, J. Van Voorst, 1855, 660 p. (lire en ligne), p. 181.